# Suillia aspinosa
Suillia aspinosa är en tvåvingeart som först beskrevs av Lamb 1917.  Suillia aspinosa ingår i släktet Suillia och familjen myllflugor. Inga underarter finns listade i Catalogue of Life.